# Tatort: Borowski und der brennende Mann
Borowski und der brennende Mann ist ein Fernsehfilm aus der Krimireihe Tatort und wurde am 12. Mai 2013 im Ersten erstgesendet. Es ist die 873. Folge und der 21. Fall des Kieler Ermittlers Klaus Borowski. Produziert wurde der Film von der Nordfilm Kiel GmbH im Auftrag des NDR für die ARD.
Borowski ermittelt in einem Fall, der aus der Vergangenheit herrührt, die von Neid und Missgunst gegenüber allem Fremden im Deutschland der Nachkriegszeit geprägt war, was zum Nährboden eines bis heute ungesühnten Verbrechens wurde.

## Handlung
Während einer Julklapp-Feier im Kieler Polizeipräsidium verlässt Kriminalrat Schladitz recht nervös seinen Arbeitsplatz, um an einem Luciafest an einer dänischen Schule in Schleswig teilnehmen zu können. Bei diesem Fest wird Schladitz Zeuge, wie plötzlich eine brennende Person aus dem Schulgebäude stürzt und noch vor Ort verstirbt. Um die junge Flensburger Kommissarin Einigsen – die selbst dänische Südschleswigerin ist und in deren Zuständigkeitsbereich die Stadt Schleswig liegt – in ihrem ersten Fall zu unterstützen, treffen noch am selben Abend Kommissar Borowski und seine Assistentin Sarah Brandt aus Kiel am Tatort ein und beginnen mit den Ermittlungen.
Schnell wird klar, dass Borowskis Vorgesetzter Schladitz einen Bezug zu den Vorkommnissen hat: Der Verstorbene Michael Eckart ist nicht nur der Schulleiter, sondern auch ein Jugendfreund von ihm. Dass Borowski hier ermittelt, ist Schladitz zunächst nicht recht und an Sarah Brandt vergibt er privat eine Recherche, um alte Schulfreunde zu finden, von denen er ein altes Foto vorlegt.
Durch einen Autounfall ist Schladitz einige Tage nicht ansprechbar und Klaus Borowski und Sarah Brandt müssen anhand der letzten Hinweise ermitteln, die der Kriminalrat Schladitz kurz vor dem Unfall gegeben hat. So wollen sie Familie Bent, die zu Schladitz' alten Schulfreunden zählt, aufsuchen, doch als sie dort ankommen, finden sie nur zwei Leichen vor. Helene Bent sitzt als verkohlte Leiche im Gartenhaus, Stephan Bent wurde mit einem Schrotgewehr erschossen und liegt tot auf dem Grundstück. Im Haus findet sich das gleiche Kinderfoto, wie es Schladitz hatte.
Die Recherchen ergeben, dass vor 50 Jahren eine Gruppe von Kindern einen Brandanschlag auf das Haus pommerischer Vertriebener verübt hatte. Schladitz war sehr wahrscheinlich dabei und könnte nun in Gefahr sein, falls heute jemand für diese Tat Rache üben sollte. Auch Anja Jürgensen, die letzte auf dem Kinderfoto, müsste beschützt werden, doch sie ist nicht auffindbar. Der letzte Anhaltspunkt ist eine psychiatrische Klinik, die mittlerweile allerdings geschlossen wurde und so keine Informationen zu bekommen sind. Doch plötzlich taucht Anja Jürgensen bei der Polizei auf, da sie erfahren hat, dass man sie suche. Die Ermittler sprechen sie auf den Brand vor 50 Jahren an und es fällt ihr sichtlich schwer, darüber zu reden. Michael hatte damals das Haus angezündet und die anderen haben zugesehen. Sie hätte noch versucht zu helfen und hat einen Jungen aus dem Haus gerettet. Dieses Kind war damals drei Jahre alt und ist von einem dänischen Hofbesitzer adoptiert worden.
So führt die Spur zu Kviesgaard, der eine Firma in Dänemark besitzt, die einen Yachthafen in unmittelbarer Nähe der dänischen Schule plant, was Michael Eckart missfallen hatte. Borowski ist sich sicher, dass er derjenige ist, der nun einen Rachefeldzug gestartet hat. Da man um die Sicherheit von Roland Schladitz besorgt ist, lässt Borowski ihn in ein anderes Zimmer des Krankenhauses verlegen. Um dem Mörder eine Falle zu stellen, wird ein bewaffneter Beamter als Lockvogel in Schladitz altem Zimmer postiert. Erwartungsgemäß trifft Kviesgaard am Abend auf dem Krankenhausgelände ein, wo das SEK bereits in Wartestellung ist. Doch es stellt sich heraus, dass ihn jemand mit einem Brief hierher bestellt hatte. Und er erfährt erst jetzt, dass er adoptiert wurde und seine leiblichen Eltern verbrannt sind. Was ihm nun endlich seine quälenden Albträume erklärt.
In der Zwischenzeit nutzt Anja Jürgensen die Gelegenheit. Da sie mitbekommen hat, dass Schladitz in ein anderes Zimmer verlegt wurde, kann sie ungestört zu ihm gelangen. Aufgrund seiner Verletzungen liegt er wehrlos im Bett. Jürgensen reibt ihn am ganzen Körper mit einer Brennpaste ein. Dabei spricht sie über ihre psychischen Probleme und Albträume, die sie seit dem Ereignis aus ihrer Kindheit hat. Bevor Jürgensen ein Streichholz anzünden kann, gelingt es Borowski, sie daran zu hindern, und sie kann festgenommen werden.

## Hintergrund

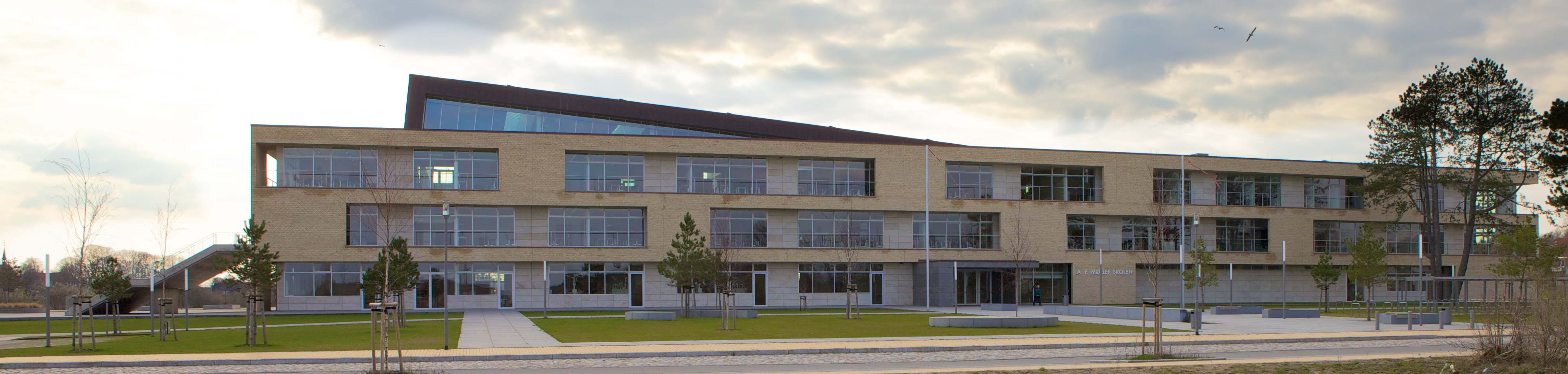
Haupteingang der A. P. Møller-Skolen

Der Film thematisiert die Geschichte Vertriebener aus Pommern nach dem Zweiten Weltkrieg und die Situation der dänischen Minderheit in Südschleswig. Nach der Volksabstimmung in Schleswig wurde 1920 das ehemalige Herzogtum Schleswig in einen dänischen (Nordschleswig) und einen deutschen Teil (Südschleswig) geteilt. Beiderseits der Grenze existieren jedoch bis heute jeweils Minderheiten der anderen Seite. So gibt es in Nordschleswig eine deutsche, in Südschleswig eine dänische sowie eine friesische Minderheit. Zwischen Deutschen und Dänen gab es noch in der Nachkriegszeit Spannungen. Hinzu kam nach dem Zweiten Weltkrieg die Abgrenzung zu den neu ins Land gekommenen Vertriebenen. In ihrer Skepsis den Heimatvertriebenen gegenüber waren sich, wie im Film dargestellt, deutsche und dänische Schleswiger zumeist einig.
Die Dreharbeiten zu Borowski und der brennende Mann fanden unter dem Arbeitstitel Borowski und die Dänen vom 4. Dezember 2012 bis zum 31. Januar 2013 in Kiel, in Schleswig an der A. P. Møller-Skolen und Umgebung statt.

## Rezeption

### Einschaltquoten
Die Erstausstrahlung von Borowski und der brennende Mann am 12. Mai 2013 wurde in Deutschland insgesamt von 9,31 Millionen Zuschauern gesehen und erreichte einen Marktanteil von 27,0 % für Das Erste; in der Gruppe der 14- bis 49-jährigen Zuschauer konnten 2,96 Millionen Zuschauer und ein Marktanteil von 21,8 % erreicht werden.
In Österreich wurden 572.000 Zuschauer und 20 % Marktanteil erzielt.

### Kritiken
Die TV Spielfilm lobte: „Prima Drehbuch (Daniel Nocke, „Riskante Patienten“), famose Kamera und eine kecke Lisa Werlinder – klasse!“. Das Fazit lautete folgerichtig: „Clevere Story, starke Figuren, tolle Atmo“.

„Schuld und Sühne und das schwindende Vertrauen zwischen den Ermittlern sind die Themen von ‚Borowski und der brennende Mann‘. Es geht um die dänische Minderheit in Schleswig-Holstein, ein ungesühntes Verbrechen und um Fremdenfeindlichkeit in einem historisch, aber auch psychologisch ungewöhnlichen Fall. Ästhetisch orientiert sich der Film von Lars Kraume nach dem dichten Drehbuch von Daniel Nocke an den Skandinavien-Krimis. Viel Atmosphäre, gute Ermittlerpsychologie, angenehmer Erzählfluss, liebenswerte Ermittler!“

„In dem missratenen Stück mit Barschel damals sprach Axel Milberg als Borowski zwischenzeitlich Französisch und ermittelte in Genf, jetzt ist er zurück, fast wie ein alter Bekannter, der unbeschadet von einem Selbsterfahrungstrip heimgekehrt ist. Der Fall, den er zu klären hat, verliert sich nicht - wie zuletzt ein paar Tatort-Folgen - im Handlungsdickicht.“